# Nathalie Stutzmann
Nathalie Stutzmann (Suresnes, Francia, 6 de mayo de 1965) es una contralto y directora de orquesta francesa especialmente destacada en el ámbito camerístico y barroco y particularmente apreciada por su voz cavernosa y potente.

## Biografía

### Estudios musicales
Estudió en Nancy y en París con Michel Senechal, Hans Hotter y Lou Bruder, y debutó en 1985, con el Magnificat, de Bach.[cita requerida]

### Carrera musical
Sus grabaciones como liederista de Schubert - entre ellas, el Winterreise, escrito para voz masculina-, Mahler, Brahms, Debussy, Fauré y los cinco volúmenes dedicados a los ciclos de Schumann han ganado importantes premios y reconocimiento internacional, así como sus participaciones en óperas como Orfeo, Príncipe Orlovsky, en Die Fledermaus, Erda, en El oro del Rhin, de Wagner, y en óperas de Handel y de Vivaldi.[cita requerida]
Desde 1994, trabaja con la pianista Inger Södergren en recitales y grabaciones.
Ha trabajado con directores como Marc Minkowski, John Eliot Gardiner, Simon Rattle y Seiji Ozawa en la Berliner Philharmoniker, la Staatskapelle Dresden, la Orquesta Sinfónica de la Radio de Baviera, la Boston Symphony Orchestra, la Orquesta de París, la London Symphony Orchestra, la Royal Concertgebouw Orchestra, la Orquesta Sinfónica de Tokio, Les Musiciens du Louvre Grenoble, The English Baroque Soloists y otras.[cita requerida]
En el 2009, creó su propia orquesta de cámara, Orfeo 55, con la que ha grabado su primer disco como cantante y directora, Prima donna, dedicado a obras de Vivaldi. Con este grupo y este programa, actuó en abril del 2011 en la Semana de Música Religiosa de Cuenca. En el 2019, Orfeo 55 desapareció, por problemas financieros.
Ha recibido la Legión de Honor del gobierno francés.[cita requerida]
En diciembre de 2020, la Orquesta de Filadelfia anunció que Stutzmann se convertiría en su directora invitada principal, en la temporada 2021-2022.

## Discografía referencial
- Handel: Opera Arias / Stutzmann, Goodman, Hanover Band
- Mahler: Symphony No 3 / Litton, Stutzmannn, Dallas Symphony
- Ravel, Debussy: Mélodies / Nathalie Stutzmann
- Schubert: Schwanengesang D 957, Etc / Stutzmann, Södergren
- Schubert: Winterreise / Stutzmann, Södergren
- Schumann: Lieder Vol 1 - Dichterliebe, Etc / Stutzmann
- Schumann Lieder Vol 5 / Nathalie Stutzmann, Inger Södergren
- Schumann: Myrthen Op. 25 / Nathalie Stutzmann, Michel Dalberto